# Esiliiga 2024
L'Esiliiga 2024 è stata la 34ª edizione della seconda divisione del campionato di calcio estone. Il campionato si è disputato tra il 2 marzo e il 10 novembre 2024 ed è stato vinto dall'Harju Laagri per la seconda volta nella sua storia.

## Stagione

### Novità
Dalla Meistriliiga 2023 è retrocesso l'Harju Laagri, ultimo classificato, mentre dall'Esiliiga B 2023 sono stati promossi il Welco Tartu e il Kalev Tallinn Under-21. Queste squadre sostituiscono il Nõmme United promosso in Meistriliiga e le retrocesse TJK Legion (in Esiliiga B) e Alliance Ida-Virumaa (discioltasi).

### Formula
Le 10 squadre partecipanti si affrontano in un doppio girone di andata e ritorno, per un totale di 36 giornate. La squadra prima classificata viene promossa in Meistriliiga, mentre la seconda disputa uno spareggio contro la penultima della Meistriliiga. Sono escluse dalla possibilità di promozione le formazioni Under-21. Le ultime due classificate retrocedono direttamente in Esiliiga B, mentre l'ottava classificata disputa uno spareggio contro la terza dell'Esiliiga B.

### Avvenimenti
L'Harju Laagri ha vinto il campionato e conquistato la promozione all'ultima giornata, battendo in trasferta 1-3 il Tabasalu e mantenendo tre punti di distanza dal Viimsi, anch'esso vincitore per 2-3 in casa dell'Elva. Qualificatosi per lo spareggio promozione/retrocessione, il Viimsi è sconfitto dal Kalev Tallinn, penultimo della Meistriliiga.

## Squadre partecipanti
| Club                | Città         | Stadio                   | Posizione 2023                        |
| ------------------- | ------------- | ------------------------ | ------------------------------------- |
| Elva                | Elva          | Elva Linnastaadion       | 8º posto in Esiliiga                  |
| FC Tallinn          | Tallinn       | Lasnamäe Spordikompleksi | 6º posto in Esiliiga                  |
| Flora Tallinn U21   | Tallinn       | Sportland Arena          | 3º posto in Esiliiga                  |
| Harju Laagri        | Laagri (Saue) | Laagri Kunstmurustaadion | 10º posto in Meistriliiga, retrocesso |
| Kalev Tallinn U21   | Tallinn       | Kalevi Keskstaadion      | 2º posto in Esiliiga B, promosso      |
| Levadia Tallinn U21 | Tallinn       | Maarjamäe Staadion       | 4º posto in Esiliiga                  |
| Paide U21           | Paide         | Paide Linnastaadion      | 7º posto in Esiliiga                  |
| Tabasalu            | Tabasalu      | Tabasalu Arena           | 5º posto in Esiliiga                  |
| Viimsi              | Viimsi        | Viimsi KK Staadion       | 2º posto in Esiliiga                  |
| Welco Tartu         | Tartu         | Holm Jalgpallipark       | 1º posto in Esiliiga B, promosso      |

## Classifica finale
|   | Pos. | Squadra             | Pt | G  | V  | N  | P  | GF  | GS  | DR  |
| - | ---- | ------------------- | -- | -- | -- | -- | -- | --- | --- | --- |
|   | 1.   | Harju Laagri        | 78 | 36 | 22 | 12 | 2  | 110 | 42  | +68 |
|   | 2.   | Viimsi              | 75 | 36 | 22 | 9  | 5  | 75  | 42  | +33 |
| + | 3.   | Flora Tallinn U21   | 66 | 36 | 20 | 6  | 10 | 96  | 55  | +41 |
|   | 4.   | Welco Tartu         | 60 | 36 | 16 | 12 | 8  | 70  | 44  | +26 |
|   | 5.   | FC Tallinn          | 53 | 36 | 15 | 8  | 13 | 67  | 54  | +13 |
| + | 6.   | Levadia Tallinn U21 | 44 | 36 | 13 | 5  | 18 | 60  | 71  | -11 |
| + | 7.   | Kalev Tallinn U21   | 42 | 36 | 11 | 9  | 16 | 72  | 87  | -15 |
|   | 8.   | Elva                | 41 | 36 | 10 | 11 | 15 | 47  | 62  | -15 |
| + | 9.   | Paide U21           | 25 | 36 | 7  | 4  | 25 | 47  | 121 | -74 |
|   | 10.  | Tabasalu            | 16 | 36 | 4  | 4  | 28 | 35  | 101 | -66 |

Legenda:

      Promossa in Meistriliiga 2025

 Ammessa agli spareggi promozione o retrocessione

      Retrocessa in Esiliiga B 2025

+ squadra ineleggibile per la promozione.
Note:

Tre punti a vittoria, uno a pareggio, zero a sconfitta.
La classifica viene stilata secondo i seguenti criteri:
- Punti conquistati
- play-off (solo per decidere la squadra campione)
- Meno partite perse a tavolino
- Partite vinte
- Punti conquistati negli scontri diretti
- Differenza reti negli scontri diretti
- Differenza reti generale
- Reti totali realizzate
- Fair-play ranking

## Spareggi

### Play-off
|               | Risultati      |               | Luogo e data              |
| ------------- | -------------- | ------------- | ------------------------- |
| Viimsi        | 1 - 1          | Kalev Tallinn | Viimsi, 24 novembre 2024  |
| Kalev Tallinn | 1 - 0 (d.t.s.) | Viimsi        | Tallinn, 30 novembre 2024 |
|               |                |               |                           |

### Play-out
|            | Risultati |            | Luogo e data              |
| ---------- | --------- | ---------- | ------------------------- |
| TJK Legion | 0 - 3     | Elva       | Tallinn, 17 novembre 2024 |
| Elva       | 6 - 0     | TJK Legion | Elva, 24 novembre 2024    |
|            |           |            |                           |